# T.I.M.E. (singolo)
T.I.M.E. è un singolo del gruppo musicale olandese Epica, pubblicato il 12 marzo 2025 come terzo estratto dal loro nono album in studio, Aspiral.

## Descrizione
Il titolo è la sigla di “Transformation, Integration, Metamorphosis, Evolution" e il suo testo parla della necessità di evolversi spiritualmente, attraverso la morte dell'ego, dinanzi all'inevitabile caducità e limitatezza della vita umana, mentre musicalmente è stato descritto da Mark Jansen come ispirato dalle colonne sonore delle fiabe dark di Tim Burton. Sulle piattaforme di streaming, il singolo include sia la traccia T.I.M.E. sia i due singoli precedenti, Cross the Divide e Arcana. 

## Promozione
Contestualmente alla pubblicazione del brano, è stato diffuso un videoclip diretto da Dave Letelier a cui, il 19 marzo, si è aggiunto un lyric video. Il 26 dello stesso mese è stato inoltre diffuso il video di un'esibizione a cappella del brano assieme al coro Hellscore.

## Tracce
1. T.I.M.E. – 3:58 (testo: Mark Jansen – musica: [Mark Jansen, Isaac Delahaye, Epica)
2. Cross the Divide – 4:18 (testo: Simone Simons – musica: Rob van der Loo, Epica)
3. Arcana – 5:02 (testo: Simone Simons – musica: Rob van der Loo, Epica)